# Francesca Marsaglia
Francesca Marsaglia (* 27. Januar 1990 in Rom) ist eine ehemalige italienische Skirennläuferin. Sie erzielte ihre besten Ergebnisse in den Disziplinen Super-G und Abfahrt. Ihr Bruder Matteo war ebenfalls Skirennläufer.

## Biografie
Marsaglia startete ab Dezember 2005 in Junioren- und FIS-Rennen. Im September 2006 gelangen ihr im South American Cup die ersten Siege. Im Februar 2007 bestritt sie ihre ersten Europacuprennen, startete wenig später beim European Youth Olympic Festival 2007 in Jaca, wo sie Sechste im Riesenslalom und 16. im Slalom wurde, und nahm im März desselben Jahres erstmals an Juniorenweltmeisterschaften teil. In Zauchensee war ihr bestes Ergebnis der siebente Rang im Super-G. Ein Jahr später kam sie bei den Juniorenweltmeisterschaften 2008 in Formigal nur als 40. im Super-G ins Ziel und fiel in allen anderen Wettbewerben aus. Im März 2008 wurde sie Italienische Juniorenmeisterin in der Abfahrt und Zweite im Super-G.
Seit der Saison 2007/08 startet Marsaglia regelmäßig im Europacup. In diesem Winter fuhr sie zweimal unter die besten 20. In der Saison 2008/09 erzielte sie ihre ersten Top-10-Ergebnisse und auch ihren ersten Podestplatz. Am 24. Februar 2009 stand sie als Zweite der Abfahrt von Tarvis erstmals auf dem Siegerpodest. Kurz darauf erreichte sie bei den Juniorenweltmeisterschaften 2009 in Garmisch-Partenkirchen den fünften Rang in der Abfahrt.
Im Weltcup nahm Marsaglia bereits im Februar 2008 und Januar 2009 an vier Rennen in Italien teil, erreichte aber nie die Punkteränge. Auch in der Saison 2009/10, in der sie insgesamt neun Weltcuprennen in allen Disziplinen, außer dem Slalom, bestritt, kam sie nicht über einen 40. Rang hinaus. Bessere Resultate erzielte die Italienerin im Europacup. Sie fuhr in der Saison 2009/10 insgesamt siebenmal unter die besten fünf und feierte am 21. Januar 2010 im Super-G von St. Moritz ihren ersten Sieg. Damit erreichte sie Rang sechs in der Gesamt- und Abfahrtswertung sowie Platz drei im Super-G-Klassement. Bei den Juniorenweltmeisterschaften 2010 in der Region Mont Blanc war allerdings nur ein 13. Platz im Riesenslalom ihr bestes Ergebnis. In Abfahrt und Super-G kam sie nur knapp unter die besten 30.
Am 3. Dezember 2010 gewann Marsaglia ihre ersten Weltcuppunkte, als sie in der Abfahrt von Lake Louise mit Startnummer 46 überraschend auf den 13. Platz fuhr. Dieses Resultat konnte sie in den Folgesaisonen nicht überbieten, obgleich sie seither immer wieder im Weltcup punktete und mehrere Top-20-Platzierungen erreichte. Bei ihrem ersten Großereignis, der Weltmeisterschaften 2011 in Garmisch-Partenkirchen, kam sie in der Super-Kombination zum Einsatz, bei der sie im Slalomdurchgang ausschied. Am 15. Dezember 2013 erzielte sie im Weltcup erstmals ein Top-10-Ergebnis, als sie im Riesenslalom von St. Moritz auf den 9. Platz fuhr. Ihr bisher bestes Ergebnis im Super-G ist Platz 6 in Bansko am 19. März 2015. Diesen Erfolg wiederholte sie am 10. Januar 2016 in Zauchensee.
Ihre einzige Podestplatzierung in einem Weltcuprennen erzielte Marsaglia am 7. Dezember 2019 mit Platz 3 in der Abfahrt von Lake Louise. Nachdem sie sich nicht für das Saisonfinale in Courchevel qualifizieren konnte, gab sie am 5. März 2022 ihren Rücktritt bekannt.
Im Februar 2024 wurden Marsaglia und ihr Freund Nicoló Eltern eines Sohnes.

## Erfolge

### Olympische Spiele
- Sotschi 2014: 16. Riesenslalom
- Peking 2022: 22. Super-G

### Weltmeisterschaften
- Vail/Beaver Creek 2015: 8. Alpine Kombination, 18. Super-G
- St. Moritz 2017: 17. Super-G
- Åre 2019: 7. Super-G, 29. Abfahrt
- Cortina d’Ampezzo 2021: 17. Abfahrt, 23. Super-G

### Weltcup
- 26 Platzierungen unter den besten zehn, davon 1 Podestplatz

### Weltcupwertungen
| Saison  | Gesamt | Gesamt | Abfahrt | Abfahrt | Super-G | Super-G | Riesenslalom | Riesenslalom | Kombination | Kombination |
| Saison  | Platz  | Punkte | Platz   | Punkte  | Platz   | Punkte  | Platz        | Punkte       | Platz       | Punkte      |
| ------- | ------ | ------ | ------- | ------- | ------- | ------- | ------------ | ------------ | ----------- | ----------- |
| 2010/11 | 74.    | 60     | 34.     | 30      | 36.     | 20      | –            | –            | 35.         | 10          |
| 2011/12 | 66.    | 89     | 37.     | 26      | 33.     | 32      | –            | –            | 17.         | 31          |
| 2012/13 | 71.    | 69     | 30.     | 34      | 40.     | 8       | –            | –            | 16.         | 27          |
| 2013/14 | 47.    | 137    | 40.     | 14      | 28.     | 39      | 22.          | 78           | 25.         | 6           |
| 2014/15 | 31.    | 219    | 44.     | 4       | 10.     | 144     | 30.          | 45           | 10.         | 26          |
| 2015/16 | 25.    | 400    | 23.     | 102     | 16.     | 145     | 23.          | 88           | 10.         | 65          |
| 2016/17 | 31.    | 275    | 42.     | 19      | 15.     | 121     | 19.          | 113          | 29.         | 22          |
| 2018/19 | 39.    | 205    | 26.     | 74      | 17.     | 199     | 32.          | 32           | –           | –           |
| 2019/20 | 24.    | 285    | 12.     | 199     | 22.     | 76      | 42.          | 10           | –           | –           |
| 2020/21 | 32.    | 203    | 25.     | 57      | 9.      | 146     | –            | –            | –           | –           |
| 2021/22 | 60.    | 101    | 32.     | 33      | 27.     | 68      | –            | –            | –           | –           |

### Europacup
- Saison 2008/09: 10. Abfahrtswertung
- Saison 2009/10: 6. Gesamtwertung, 3. Super-G-Wertung, 6. Abfahrtswertung
- 2 Podestplätze, davon 1 Sieg:

| Datum           | Ort        | Land    | Disziplin |
| --------------- | ---------- | ------- | --------- |
| 21. Januar 2010 | St. Moritz | Schweiz | Super-G   |

### Juniorenweltmeisterschaften
- Zauchensee 2007: 7. Super-G, 22. Abfahrt
- Formigal 2008: 40. Super-G
- Garmisch-Partenkirchen 2009: 5. Abfahrt, 12. Riesenslalom
- Mont Blanc 2010: 13. Riesenslalom, 27. Super-G, 29. Abfahrt

### Weitere Erfolge
- 1 italienischer Meistertitel (Kombination 2015)
- Italienische Juniorenmeisterin in der Abfahrt 2008
- 3 Siege im South American Cup
- 6 Siege in FIS-Rennen